# Collegio uninominale Veneto 1 - 05 (2020)
Il collegio elettorale uninominale Veneto 1 - 05 è un collegio elettorale uninominale della Repubblica Italiana per l'elezione della Camera dei deputati.

## Territorio
Come previsto dalla legge n. 51 del 27 maggio 2019, il collegio è stato definito tramite decreto legislativo all'interno della circoscrizione Veneto 1.
È formato territorio dell'intera provincia di Belluno (61 comuni) e da 16 comuni della provincia di Treviso: Cappella Maggiore, Codognè, Colle Umberto, Conegliano, Cordignano, Fregona, Gaiarine, Godega di Sant'Urbano, Orsago, Revine Lago, San Fior, San Pietro di Feletto, San Vendemiano, Sarmede, Tarzo e Vittorio Veneto.
Il collegio è parte del collegio plurinominale Veneto 1 - 01.

## Eletti
| Elezione | Elezione | Deputato    | Partito |
| -------- | -------- | ----------- | ------- |
|          | 2022     | Ingrid Bisa | Lega    |

## Dati elettorali

### XIX legislatura
Come previsto dalla legge elettorale, 147 deputati sono eletti con sistema a maggioranza relativa in altrettanti collegi uninominali a turno unico.
| Candidati                                 | Candidati                | Voti    | %     | Liste                                 | Voti    | %     |
| ----------------------------------------- | ------------------------ | ------- | ----- | ------------------------------------- | ------- | ----- |
|                                           | Ingrid Bisa ✔️ Eletto    | 91 220  | 54,98 | Fratelli d'Italia                     | 55 166  | 33,25 |
| Lega per Salvini Premier                  | Ingrid Bisa ✔️ Eletto    | 91 220  | 54,98 | 23 076                                | 13,91   |       |
| Forza Italia                              | Ingrid Bisa ✔️ Eletto    | 91 220  | 54,98 | 9 927                                 | 5,98    |       |
| Noi moderati/Lupi - Toti - Brugnaro - UDC | Ingrid Bisa ✔️ Eletto    | 91 220  | 54,98 | 3 061                                 | 1,85    |       |
|                                           | Maria Teresa Cassol      | 40 318  | 24,30 | Partito Democratico-IDP               | 28 146  | 16,96 |
| Alleanza Verdi e Sinistra                 | Maria Teresa Cassol      | 40 318  | 24,30 | 6 089                                 | 3,67    |       |
| +Europa                                   | Maria Teresa Cassol      | 40 318  | 24,30 | 5 573                                 | 3,36    |       |
| Impegno Civico - Centro Democratico       | Maria Teresa Cassol      | 40 318  | 24,30 | 510                                   | 0,31    |       |
|                                           | Marco Griguolo           | 13 221  | 7,97  | Azione - Italia Viva - Calenda        | 13 221  | 7,97  |
|                                           | Elena Quaranta           | 7 979   | 4,81  | Movimento 5 Stelle                    | 7 979   | 4,81  |
|                                           | Daniele Trabucco         | 5 151   | 3,10  | Italexit                              | 5 151   | 3,10  |
|                                           | Maria Francesca Salvador | 3 159   | 1,90  | Vita                                  | 3 159   | 1,90  |
|                                           | Carolina Patierno        | 2 335   | 1,41  | Italia Sovrana e Popolare             | 2 335   | 1,41  |
|                                           | Carlotta De Longhi       | 1 773   | 1,07  | Unione Popolare                       | 1 773   | 1,07  |
|                                           | Francesco Furlan         | 751     | 0,45  | Alternativa per l'Italia (PdF - Exit) | 751     | 0,45  |
| Totale                                    | Totale                   | 165 907 | 100   |                                       | 165 907 | 100   |
|                                           |                          |         |       |                                       |         |       |
| Schede bianche                            | Schede bianche           | 2 788   | 1,60  |                                       |         |       |
| Schede nulle                              | Schede nulle             | 5 600   | 3,21  |                                       |         |       |
| Votanti                                   | Votanti                  | 174 295 | 65,66 |                                       |         |       |
| Elettori                                  | Elettori                 | 265 455 |       |                                       |         |       |